# Aïn Kechra
Aïn Kechra est une commune de la wilaya de Skikda en Algérie.

## Personnalités liées à la commune
- Mouloud Hamrouche (ex-chef du gouvernement algérien) et Abdelhafid Metatla (général de l'ANP) sont originaires d'Aïn Kechra.